# Midsland-Noord
Midsland-Noord is een nederzetting van recreatiewoningen (bungalows) en woningen voor permanente bewoning ten noorden van het dorp Midsland op het waddeneiland Terschelling, provincie Friesland (Nederland).
In Midsland-Noord bevinden zich tevens een aantal campings en terreinen voor stacaravans, een hotel, drie restaurants, een kerk en een enkele winkel.
Dorpen en buurtschappen: Baaiduinen · Dellewal · Formerum · Halfweg · Hee · Hoorn · Horp · Kaard · Kinnum · Landerum · Lies · Midsland · Midsland aan Zee · Midsland-Noord · Oosterend · Striep · West aan Zee · West-Terschelling

Friesland: Steden en dorpen      Nederland: Provincies · Gemeenten